# Vertixe Sonora Ensemble
Vertixe Sonora es un ensemble de cámara gallego que fue fundado en 2010. Se trata de una agrupación especializada en música clásica contemporánea que funciona como plataforma cultural y como grupo instrumental. Su labor ha sido recogida en varios documentales como Correspondencias Sonoras (2013) del cineasta Manuel del Río.
Desde su presentación en Santiago de Compostela en el 2011, Vertixe Sonora suma más de 250 conciertos y ha realizado más de 300 estrenos absolutos de compositores de 46 países. Desarrollan su trabajo ampliamente en España pero también con una importante presencia internacional, habiendo actuado en Alemania, Austria, Estados Unidos, Francia, Hong Kong, Italia, México, Portugal, Sueca y Suiza.

## Historia
La agrupación se creó en 2010, por iniciativa del compositor Ramón Souto. Vertixe Sonora Ensemble se concibió como un colectivo flexible formado por un grupo de solistas especializados en música contemporánea que fueran capaces de tocar en combinaciones de instrumentos variadas, con mayor versatilidad que formaciones tradicionales y mayor implicación por parte de los instrumentistas. Toma forma en torno al núcleo instrumental del saxofonista Pablo Coello, el percusionista Diego Ventoso y el pianista David Durán, tres músicos gallegos de amplia trayectoria en el campo de la música de vanguardia, para aglutinar a artistas sonoros experimentales, artistas plásticos, músicos de jazz, intérpretes clásicos y artistas del teatro y la danza.
Vertixe Sonora desarrolla una programación propia y diversificada. Destaca desde sus comienzos el ciclo Música y Arte: Correspondencias Sonoras en el Centro Gallego de Arte Contemporáneo (CGAC) de Santiago de Compostela, encuentros entre música y arte donde tienen cabida todas las expresiones creativas actuales con el objetivo de dar a conocer las estéticas más avanzadas, los compositores más relevantes y las perspectivas de desarrollo más interesantes de la nueva música. Si en ediciones anteriores el CGAC acogió hasta treinta estrenos absolutos ligados directamente a sus exposiciones, durante el 2014 se sumaron once nuevas obras comisionadas por Vertixe Sonora Ensemble - See more at: http://cgac.xunta.es/ES/actividad-detalle/62/musica-y-arte-correspondencias-sonoras#sthash.rrNTsAWI.dpuf (enlace roto disponible en Internet Archive; véase el historial, la primera versión y la última).. Del 2014 destaca también la participación en las Xornadas de Música Contemporánea, donde estrenaron cuatro obras nuevas de compositores españoles bajo la dirección de Baldur Brönnimann  así como su intervención en el Festival Carmelo Bernaola Archivado el 10 de enero de 2015 en Wayback Machine. de Vitoria.
2013 parece haber sido el año de la consolidación de Vertixe Sonora Ensemble. Después de dos temporadas con conciertos circunscritos a la ciudad de Santiago de Compostela (ya fuera en el Centro Gallego de Arte Contemporáneo, en el festival Via Stellae, o en las renacidas Xornadas de Música Contemporánea), sus programas visitan en este año diversas urbes (además de su exitosa cita con el Festival SON el mes de marzo en Madrid y con el VIII Festival SMASH en diciembre en San Sebastián), alcanzando casi los veinte conciertos con los más variados formatos de interacción entre arte, pensamiento y música. En 2013 estrenaron también el Festival Internacional de Creación Contemporánea de Música VertixeVigo, con una programación que abarca conciertos de música contemporánea, música electrónica, música improvisada, intervenciones en espacio público, instalaciones sonoras, talleres especializados, cursos de divulgación y actividades de dinamización para los más jóvenes.

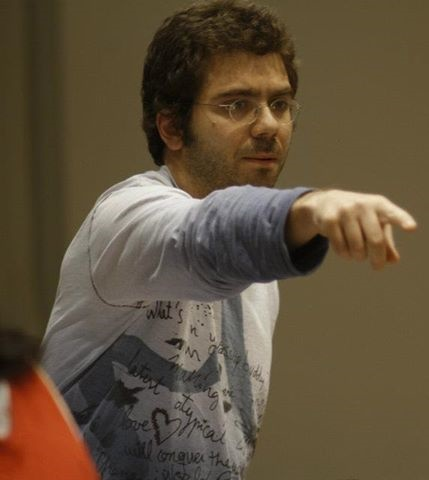
Ramón Souto, director artístico desde los inicios del proyecto.

Su participación como agrupación residente (hasta 2016) en el festival de la Universidad de Santiago de Compostela, son[UT]opías les ha llevado a colaborar con el singular conjunto Atlas Ensemble en 2013 y con el compositor japonés Toshio Hosokawa en el 2014.
Desarrollan el Instituto Galego de Sonoloxía, una plataforma para investigar la experimentación sonora con los nuevos medios, y organizan los cursos de divulgación musical Aguzar o oído (MARCO, Vigo). Comparte el mismo carácter divulgativo y renovador del público de música clásica el ciclo Do Audible en diferentes localidades, que busca tender puentes entre la música contemporánea y otros campos de expresión como la ciencia, el arte o el pensamiento.

## Repertorio
El repertorio de Vertixe Sonora Ensemble se forma esencialmente de obras creadas especialmente para el grupo. Compositores como Víctor Ibarra, Germán Alonso, Joan Arnau Pàmies, Esaias Järnegard, Alexander Khubeev, Lula Romero, Alireza Farhang, Stefan Prins, Santiago Díez Fischer, Henrik Denerin, Hugo Morales Murguía, Malin Bang, Fran MM Cabeza de Vaca, Diana Rotaru, Mauricio Pauly, Bernardo Barros, Simone Movio, Daniel Figols, Matthias Kranebitter, Dmitri Kourliandski, Nadir Vassena, González Compeán, George Dousis, Hernández Ramos, Zesses Seglias, Sergio Blardony, Charles-Antoine Frèchette, Martín Herraiz, Fernando Garnero, Marek Poliks, Sabrina Schroeder, Takuto Fukuda, Benjamin Scheuer, Lou Michelle, Stefan Beyer,  Fusum Koksal, Santiago Quintáns, Miguel Matamoro, Xoán Xil, Jacobo Gaspar, Joao Quinteiro, Pedro Garcia-Velasquez o el propio Ramón Souto, son algunos de los que han colaborado y trabajado directamente con el ensemble.

## Integrantes
| - Roberto Alonso, violín - Adriana Aranda, soprano - Rubén Barros, guitarra eléctrica - Jesús Coello, fagot - Pablo Coello, saxofones y dirección musical - Carlos Cordeiro, clarinetes - Carlos Cortés, trompeta - Sara Chordà, violoncello - Maribeth Diggle, soprano - David Durán Arufe, piano - Ángel Faraldo, electrónica - Iván Ferrer-Orozco, medios electrónicos - Pilar Fontalba, oboe - Jorge Fuentes, trompa - Carlos Gálvez, clarinetes - Aglaya González, viola | - Bleuenn Le Friec, arpa - Simon Lewis, trompa - Nuno Marques, guitarra eléctrica - Carlos Méndez, contrabajo - María Mogas, acordeón - Keiko Murakami, flautas - Alfonso Noriega, viola - Sérgio Pacheco, trompeta - Hugo Paiva, violoncello - Thomas Piel, violoncello - Iago Ríos, trombón - Clara Saleiro, flautas - Helena Sousa, acordeón - Haruna Takebe, piano - Daniel Veiga, clarinetes - Diego Ventoso, percusión |

## Discografía
- 2016 - XXVII Premio Jóvenes Compositores. Fundación SGAE-CNDM. Pedro Amaral, director
- 2019 - Lula Romero: ins Offene. Wergo
- 2020 - Víctor Ibarra: The Dimension of the Fragile - Works for Ensemble. Nacho de Paz, director. NEOS
- 2023 - Camilo Méndez: Peripheral Spaces. NEOS

## Documentales
- 2013 - Correspondencias Sonoras. Manuel del Río
- 2014 - son[UT]opías. CampUSCulturae
- 2020 - Enrique X. Macías. A lira do deserto. Manuel del Río

## ISCM - España
Vertixe Sonora recupera en 2021 la sección española en la ISCM (International Society for Contemporary Music). Desde entonces representa anualmente a España en las asambleas generales, comisiones y cualquiera de las diferentes iniciativas que se organizan en el ámbito de la ISCM, contribuyendo activamente a la promoción de los compositores españoles y de sus trabajos.